# スロータービーチ
スロータービーチ（英語: Slaughter Beach）は、アメリカ合衆国デラウェア州サセックス郡の町。ソールズベリー都市圏に含まれる。人口は218人（2020年国勢調査）。

## 名称
スロータービーチは1681年に設立され、1931年に法人化された。初期の地図にはシーダー・クリークとその支流でプライムフック国立野生生物保護区へと注ぐスローター・クリーク（Slaughter Creek）に挟まれたスローターネック（Slaughter Neck）と呼ばれる地域があった。
町の名前の由来については少なくとも3つの説がある。
- 19世紀半ばの地元の郵便局長ウィリアム・スローターにちなんで名付けられた説[6]。
- 毎年春になるとデラウェア湾の海から、産卵するために大量のカブトガニが浜辺に上陸する。潮の満ち引きによって陸に取り残されたカブトガニの多くは照りつける太陽やキツネ・アライグマなど野生動物に襲われて絶命し、ビーチはさながら虐殺現場のようになることから「虐殺砂浜」と名付けられた説[6]。
- 最も異論の多い説ではあるが、18世紀半ばにブラバントという男が、襲撃してきたネイティブ・アメリカン数名を大砲で「虐殺」したという地元の伝説によるもの[7][8]。

2018年5月、動物の倫理的扱いを求める人々の会（PETA）は町の名前を6月中旬までに「サンクチュアリビーチ」（Sanctuary Beach）に改称するよう町長に要請し、承諾した場合は新しい道路標識の費用を援助することを申し出た。理由としてPETAは、公式のカブトガニ保護区であることを反映するため、「虐殺」から「保護」に名称を変更をするべきだと一方的に主張している。ハリー・ワード市長はこれを公衆へ向けたパフォーマンスだと捉え、PETAを自己中心的だと批判した。ケン・ルイス副町長は名前の由来は論争中ではあるが、動物の屠殺にちなんで名付けられたものでは無いと述べた。結局、名称変更は実施されていない。

## ミスピリオン灯台
かつてミスピリオン川とシーダ・クリークを見下ろす場所にはミスピリオン灯台が存在した。高さ65フィート (20 m)の灯台は1831年に建てられたデラウェア州最古の木造灯台と言われ、アメリカ合衆国国家歴史登録財に登録されている。20世紀後半には荒廃し、2001年に市民による保全団体が結成され所有者と交渉を行っていた。しかし2002年5月に落雷による火災によって灯台は崩壊し、後に所有者が瓦礫を撤去したことで完全に消失した。跡地には2007年春にデュポン自然センターがオープンした。

## 野生動物

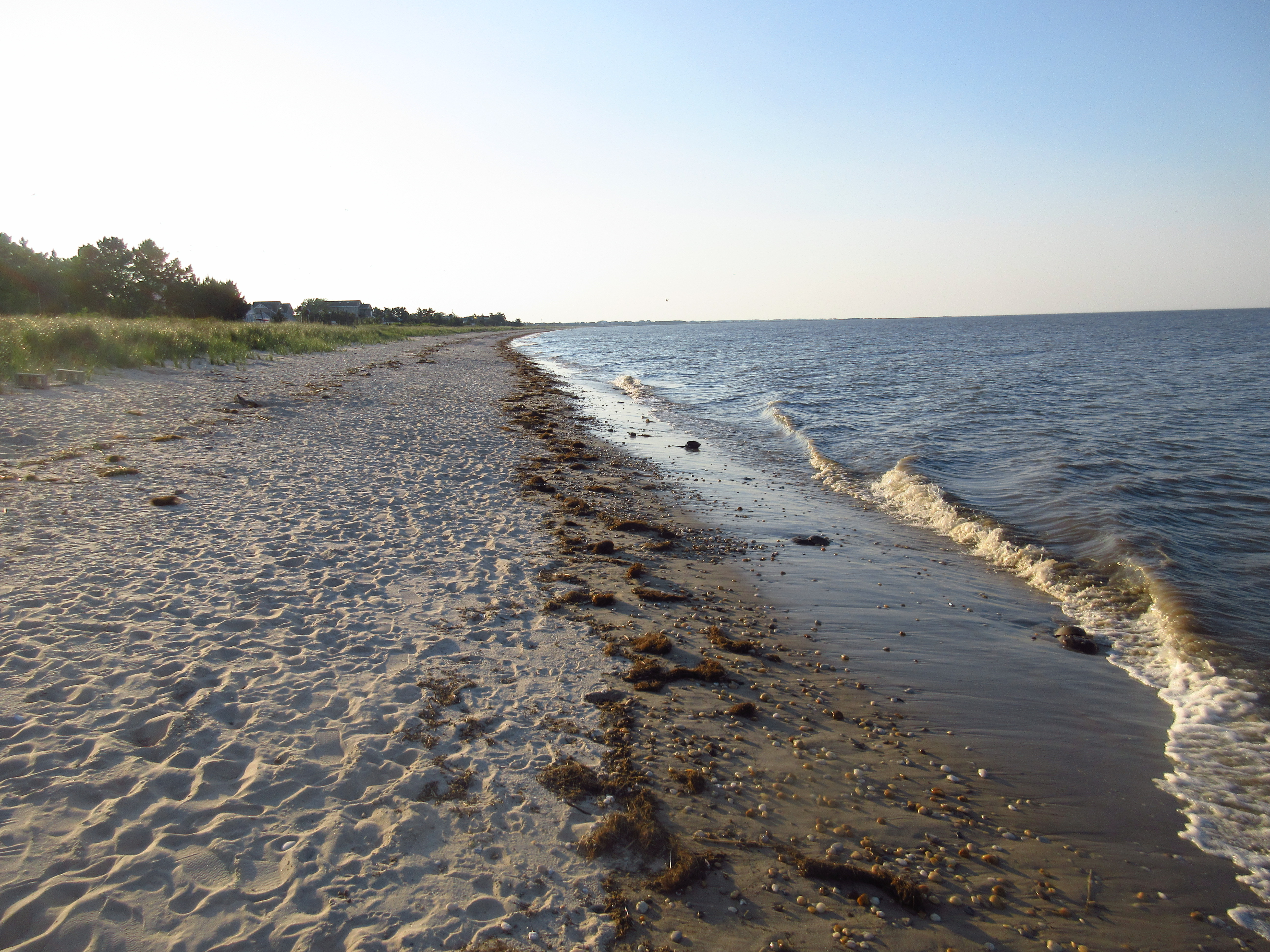
波打ち際で交尾するカブトガニ

スロータービーチはカブトガニの産卵地で、カブトガニ保護区が設定されている。また多くの鳥がカブトガニを狙いにやって来るためバードウォッチングの場としても知られている。カブトガニが地域にとって非常に重要な存在であることから、町はカブトガニをシンボルに採用している。

## 地理
町はデラウェア湾に面している。ベイ・アベニューは町を貫く主要道路で、町のすぐ北西でデラウェア州道36号線に接続する。そこから西へ進むと、ミルフォードとデラウェア州道1号線に至る。
アメリカ合衆国国勢調査局によると、2023年の総面積は1.444平方マイル (3.74 km2)で、そのうち陸地は1.419平方マイル (3.68 km2)、水域は0.025平方マイル (0.065 km2)、割合は1.73パーセントである。

## 住民
2020年国勢調査によると人口は218人である。人種別だと白人がほとんどを占める。
| 人種 / 民族 (NH = 非ヒスパニック)           | 人口 | 割合   |
| ------------------------------------------- | ---- | ------ |
| 白人 (NH)                                   | 207  | 94.95% |
| アフリカ系アメリカ人 (NH)                   | 1    | 0.46%  |
| ネイティブ・アメリカン・アラスカ先住民 (NH) | 0    | 0.00%  |
| アジア系アメリカ人 (NH)                     | 3    | 1.38%  |
| 太平洋諸島系 (NH)                           | 0    | 0.00%  |
| その他の人種 (NH)                           | 0    | 0.00%  |
| 混血 (NH)                                   | 4    | 1.83%  |
| ヒスパニック/ラテン系アメリカ人             | 3    | 1.38%  |
| 合計                                        | 218  | 100%   |

## 教育
スロータービーチはミルフォード学区に属している。

## 大衆文化
- ペンシルベニア州フィラデルフィアで結成されたフォークロックバンド・Slaughter Beachはスロータービーチにちなむ[15]。
- クラッチが2022年に発表したアルバム『Sunrise on Slaughter Beach』[16]。